# Девушка в чёрном (фильм, 1967)
«Девушка в чёрном» (эст. Tütarlaps mustas) — экранизация одноимённой повести эстонской писательницы Лилли Промет, чёрно-белый кинофильм. Съёмки фильма шли в 1966 году, дата первого выхода на экран — 3 февраля 1967 года (в Эстонской ССР).
«Девушка в чёрном» был одним из немногих фильмов эстонского кино советского периода, в котором нашла отражение тема религии.

## Сюжет
Лирическая и визуально привлекательная история любви, показанная в фильме, касается тем человеческого одиночества и отношений с религией. Одну из главных ролей сыграл будущая звезда литовского и советского кино — молодой Юозас Будрайтис.
Действие фильма происходит в первой половине 1960-х годов в приморской эстонской деревушке, где жили рыбаки и работники рыбного цеха. Глубоко верующая девушка Саале, с ног до головы в чёрном одеянии и с маленьким чемоданчиком в руках, приехала туда из города к своей тёте Кади, которая жила в деревянном доме на самой окраине деревни. Из дому потом девушка всегда выходила только в чёрной одежде и избегала общения с жителями деревни. Единственным сокровищем Саале был преломляющий свет стеклянный шар с удивительными кристаллами внутри — память о матери, после смерти которой девушка стала совсем одинокой. Только в этом шаре были заключены для неё самые яркие краски мира. На долю Саале выпали и гонения, и подлость, поэтому она уже не ждала от людей ничего хорошего. Но, к удивлению девушки, молодой рыбак Танель, искренний юноша с чистой и доброй душой, с удовольствием стал гулять с ней по пляжу, поначалу даже почти в полном молчании, и совершенно без грубого осуждения и насмешек над верой Саале в бога. Деликатное отношение Танеля к Саале, его жизнелюбие, открытость и попытки вывести девушку из тупика одиночества принесли успех. День ото дня душа Саале оттаивала, открывая ей радость и краски окружающей жизни.

## В ролях
- Герлинда Копельман — Саале
- Юозас Будрайтис — Танель
- Эллен Лийгер — Хельментина
- Лизл Лийса Линдау — Кади
- Эвальд Хермакюла — Мартти
- Вийу Хярм — Паула
- Юри Ярвет — Йонас

## Производство
Директором фильма была Вероника Бобосова (1926—2014), «легенда» киностудии «Таллинфильм», которую её друзья называли «Бобосс» и «Мамма Рома», режиссёром — Вельё Кяспер. Композитор — Яан Ряэтс, музыку исполнил Камерный оркестр Эстонского радио и телевидения, дирижёром был двадцатисемилетний Эри Клас, в будущем — народный артист СССР с мировой известностью.

## Награды
Премия «Лучшая операторская работа» на Фестивале фильмов Балтийских республик, Белоруссии и Молдавии в 1967 году.

## Оценки и критика
В предисловии к русскому изданию повести Лилли Промет особый упор был сделан на утверждении, что религия уродует, калечит людские души, что через всю повесть проходит полемика со словом священного писания, а жизнь, с её настоящими радостями и печалями, разбивает положения библии, превращающие человека в жалкую игрушку бога.
Этот же вопрос был поднят в статье Л. Семёнова «Улыбка Саале», посвящённой фильму и опубликованной в журнале «Наука и религия» в 1967 году (№ 12). Через 45 лет после съёмок фильма в статье «История человеческого одиночества» эстонский историк кино Ыйе Орав написала так: «Это было время, когда даже разговоры о религии были запрещены, и в соответствии с этим в фильме имеется смещение акцентов. О религиозной секте, к которой предположительно принадлежала Саале, даётся понять как о чём-то насильственном, где религиозные фанатики скорее духовно калечили молодых людей, чем пытались им помочь. Возвращение Саале в реальную жизнь показано в фильме психологически достоверно, однако сам Вельё Кяспер говорил, что это скорее фильм о человеческом одиночестве, а тема религии является лишь зацепкой. Однако и зрители, и критики, сравнивая фильм с его литературным первоисточником, пришли к выводу, что в экранизации было утеряно что-то важное».